# Anna Veith
Anna Veith z domu Fenninger (ur. 18 czerwca 1989 w Hallein) – austriacka narciarka alpejska, trzykrotna medalistka olimpijska, sześciokrotna medalistka mistrzostw świata, wielokrotna medalistka mistrzostw świata juniorów oraz dwukrotna zdobywczyni Pucharu Świata.

## Kariera
Po raz pierwszy na arenie międzynarodowej pojawiła się 8 grudnia 2004 roku w Gosau, gdzie w zawodach FIS Race zajęła 32. miejsce w slalomie gigancie. W 2006 roku wystartowała na mistrzostwach świata juniorów w Quebecu, zdobywając złote medale w supergigancie i kombinacji oraz srebrny w zjeździe. Podobne wyniki osiągnęła podczas mistrzostw świata juniorów w Formigal, gdzie była najlepsza w gigancie i kombinacji oraz druga w supergigancie. Ostatni sukces w tej kategorii wiekowej osiągnęła na MŚJ w Ga-Pa w 2009 roku, gdzie zajęła trzecie miejsce w supergigancie.
W zawodach Pucharu Świata zadebiutowała 11 listopada 2006 roku w Levi, gdzie nie ukończyła pierwszego przejazdu slalomu. Pierwsze pucharowe punkty zdobyła 21 stycznia 2007 roku w Cortinie d’Ampezzo, zajmując szesnaste miejsce w gigancie. Dwa lata później w tej samej miejscowości po raz pierwszy stanęła na podium, zajmując drugie miejsce w supergigancie. Rozdzieliła wtedy Szwedkę Jessicę Lindell-Vikarby i Andreę Dettling ze Szwajcarii. Pierwsze zwycięstwo w zawodach tego cyklu wywalczyła 26 stycznia 2009 roku w Cortinie d'Ampezzo, gdzie była najlepsza w supergigancie. Najlepsze wyniki osiągnęła w sezonie 2013/2014, kiedy zdobyła Kryształową Kulę za zwycięstwo w klasyfikacji generalnej. W tym samym sezonie była też najlepsza w klasyfikacji giganta oraz druga w klasyfikacjach zjazdu i supergiganta. Rok wcześniej była trzecia w klasyfikacji generalnej, ulegając tylko Tinie Maze ze Słowenii i Niemce Marii Höfl-Riesch. Zajęła wtedy także drugie miejsce w gigancie i trzecie w supergigancie. W pierwszej trójce klasyfikacji końcowych znalazła się również w sezonie 2011/2012, kiedy była trzecia w supergigancie.
W 2009 roku wystąpiła na mistrzostwach świata w Val d’Isère, gdzie zajęła między innymi czwarte miejsce w supergigancie. Walkę o medal przegrała tam ze swą rodaczką, Andreą Fischbacher. Rok później startowała w igrzyskach olimpijskich w Vancouver, zajmując 16. miejsce w superkombinacji i supergigancie oraz 25. w zjeździe. Pierwszy medal wśród seniorek wywalczyła na mistrzostwach świata w Ga-Pa w 2011 roku, zwyciężając w superkombinacji. na tych samych mistrzostwach wspólnie z kolegami z reprezentacji zajęła drugie miejsce w zawodach drużynowych. Podczas rozgrywanych dwa lata później mistrzostw świata w Schladming zdobyła brązowy medal w gigancie. W zawodach tych wyprzedziły ją jedynie Francuzka Tessa Worley i Tina Maze. brała również udział w igrzyskach olimpijskich w Soczi w 2014 roku, gdzie zwyciężyła w supergigancie, a w gigancie była druga. Rozdzieliła wtedy na podium Tinę Maze i Niemkę Viktorię Rebensburg. Sezon zakończyła zdobyciem Kryształowej Kuli za zwycięstwo w klasyfikacji generalnej Pucharu Świata jako pierwsza Austriaczka od 2005 roku.
Sezon 2014/2015 był najlepszym w jej dotychczasowej karierze. Obroniła zwycięstwo w klasyfikacji generalnej PŚ a podczas mistrzostw świata w Vail/Beaver Creek zdobyła złote medale w gigancie i supergigancie oraz srebrny w zjeździe.
W październiku 2015 roku, tuż przed rozpoczęciem kolejnego sezonu, doznała kontuzji kolana podczas treningu w Sölden. Zerwała więzadła krzyżowe w prawym kolanie, a także uszkodziła rzepkę. Kontuzja wykluczyła jej udział w zawodach w całym sezonie 2015/2016.
Do rywalizacji powróciła 27 grudnia 2016 roku w Semmering, gdzie nie zakwalifikowała się do pierwszego przejazdu giganta. Dzień później zdobyła pierwsze po powrocie punkty, zajmując w tej samej konkurencji 25. miejsce. Miesiąc później, 29 stycznia 2017 roku w Cortinie d’Ampezzo, wywalczyła swoje jedyne podium tego sezonu, kończąc supergiganta na trzeciej pozycji. W lutym 2017 roku wystąpiła na mistrzostwach świata w Sankt Moritz, gdzie zajęła 22. miejsce w gigancie, a supergiganta nie ukończyła.
Starty w sezonie 2017/2018 zaczęła od zajęcia 21. miejsca w zjeździe w Lake Louise. W pierwszej części sezonu jeden raz stanęła na podium, 17 grudnia 2017 roku w Val d’Isère wygrała supergiganta. W lutym 2018 roku wzięła udział w igrzyskach olimpijskich w Pjongczangu, zdobywając srebrny medal w tej samej konkurencji. Uplasowała się tam między Czeszką Ester Ledecką i Tiną Weirather z Liechtensteinu.
W styczniu 2019 podczas treningu giganta w Pozza di Fassa doznała kolejnej kontuzji zerwania więzadeł co wykluczyło ją ze startów do końca sezonu (w tym m.in. Mistrzostw Świata).
23 maja 2020 ogłosiła, że z powodu licznych kontuzji kończy aktywną karierę sportową.

## Życie prywatne
Od 2009 roku związana ze snowboardzistą Manuelem Veithem. Para pobrała się 16 kwietnia 2016 roku i Anna przyjęła nazwisko męża. Tym samym od sezonu 2016/2017 narciarka startuje pod nowym nazwiskiem.

## Osiągnięcia

### Igrzyska olimpijskie
| Miejsce | Dzień     | Rok  | Miejscowość     | Konkurencja     | Czas biegu | Strata | Zwyciężczyni              |
| ------- | --------- | ---- | --------------- | --------------- | ---------- | ------ | ------------------------- |
| 25.     | 17 lutego | 2010 | Whistler        | Zjazd           | 1:44,19    | +5,76  | Lindsey Vonn              |
| 16.     | 18 lutego | 2010 | Whistler        | Superkombinacja | 2:09,14    | +4,13  | Maria Riesch              |
| 16.     | 20 lutego | 2010 | Whistler        | Supergigant     | 1:20,14    | +2,16  | Andrea Fischbacher        |
| 8.      | 10 lutego | 2014 | Krasnaja Polana | Superkombinacja | 2:34,62    | +1,82  | Maria Höfl-Riesch         |
| DNF     | 12 lutego | 2014 | Krasnaja Polana | Zjazd           | 1:41,57    | —      | Dominique Gisin Tina Maze |
| 1.      | 15 lutego | 2014 | Krasnaja Polana | Supergigant     | 1:25,52    | —      | —                         |
| 2.      | 18 lutego | 2014 | Krasnaja Polana | Gigant          | 2:36,87    | +0,07  | Tina Maze                 |
| 12.     | 15 lutego | 2018 | Pjongczang      | Gigant          | 2:20,02    | +2,08  | Mikaela Shiffrin          |
| 2.      | 17 lutego | 2018 | Pjongczang      | Supergigant     | 1:21,11    | +0,01  | Ester Ledecká             |

### Mistrzostwa świata
| Miejsce | Dzień     | Rok  | Miejscowość       | Konkurencja     | Czas biegu | Strata | Zwyciężczyni       |
| ------- | --------- | ---- | ----------------- | --------------- | ---------- | ------ | ------------------ |
| 4.      | 3 lutego  | 2009 | Val d’Isère       | Supergigant     | 1:20,73    | +1,28  | Lindsey Vonn       |
| 7.      | 6 lutego  | 2009 | Val d’Isère       | Superkombinacja | 2:20,13    | +2,56  | Kathrin Zettel     |
| DNF1    | 9 lutego  | 2009 | Val d’Isère       | Zjazd           | 1:30,31    | —      | Lindsey Vonn       |
| 32.     | 14 lutego | 2009 | Val d’Isère       | Slalom          | 1:51,80    | —      | Maria Riesch       |
| 5.      | 8 lutego  | 2011 | Ga-Pa             | Supergigant     | 1:23,82    | +0,82  | Elisabeth Görgl    |
| 1.      | 11 lutego | 2011 | Ga-Pa             | Superkombinacja | 2:43,23    | —      | —                  |
| 17.     | 13 lutego | 2011 | Ga-Pa             | Zjazd           | 1:47,24    | +2,36  | Elisabeth Görgl    |
| 2.      | 16 lutego | 2011 | Ga-Pa             | Drużynowo       | —          | —      | Francja            |
| DNF 1   | 5 lutego  | 2013 | Schladming        | Supergigant     | 1:35,39    | —      | Tina Maze          |
| DNF 2   | 8 lutego  | 2013 | Schladming        | Superkombinacja | 2:39,92    | —      | Maria Höfl-Riesch  |
| 11.     | 10 lutego | 2013 | Schladming        | Zjazd           | 1:50,00    | +1,55  | Marion Rolland     |
| 3.      | 14 lutego | 2013 | Schladming        | Gigant          | 2:08,06    | +1,18  | Tessa Worley       |
| 1.      | 3 lutego  | 2015 | Vail/Beaver Creek | Supergigant     | 1:10,29    | —      | —                  |
| 2.      | 6 lutego  | 2015 | Vail/Beaver Creek | Zjazd           | 1:45,89    | +0,02  | Tina Maze          |
| 4.      | 9 lutego  | 2015 | Vail/Beaver Creek | Superkombinacja | 2:33,37    | +0,89  | Tina Maze          |
| 1.      | 12 lutego | 2015 | Vail/Beaver Creek | Gigant          | 2:19,16    | —      | —                  |
| DNF     | 7 lutego  | 2017 | Sankt Moritz      | Supergigant     | 1:32,34    | -      | Nicole Schmidhofer |
| 22.     | 16 lutego | 2017 | Sankt Moritz      | Gigant          | 2:05,55    | +3,16  | Tessa Worley       |

### Mistrzostwa świata juniorów
| Miejsce | Dzień     | Rok  | Miejscowość | Konkurencja | Czas biegu | Strata | Zwyciężczyni          |
| ------- | --------- | ---- | ----------- | ----------- | ---------- | ------ | --------------------- |
| 2.      | 3 marca   | 2006 | Québec      | Zjazd       | 1:13,51    | +0,10  | Marianne Abderhalden  |
| 4.      | 4 marca   | 2006 | Québec      | Slalom      | 1:37,30    | +1,63  | Maria Pietilä-Holmner |
| 1.      | 5 marca   | 2006 | Québec      | Supergigant | 1:10,96    | -      | -                     |
| 9.      | 7 marca   | 2006 | Québec      | Gigant      | 2:22,43    | +2,07  | Tina Weirather        |
| 1.      | 7 marca   | 2006 | Québec      | Kombinacja  | 24,49 pkt  | -      | -                     |
| 2.      | 23 lutego | 2008 | Formigal    | Supergigant | 1:40,19    | +0,78  | Viktoria Rebensburg   |
| 4.      | 26 lutego | 2008 | Formigal    | Zjazd       | 1:50,13    | +1,25  | Ilka Štuhec           |
| 8.      | 28 lutego | 2008 | Formigal    | Slalom      | 1:33,85    | +2,29  | Michaela Kirchgasser  |
| 1.      | 29 lutego | 2008 | Formigal    | Gigant      | 1:42,50    | -      | -                     |
| 1.      | 29 lutego | 2008 | Formigal    | Kombinacja  | 30,20 pkt  | -      | -                     |
| 17.     | 1 marca   | 2009 | Ga-Pa       | Slalom      | 1:42,07    | +3,47  | Denise Feierabend     |
| 6.      | 2 marca   | 2009 | Ga-Pa       | Gigant      | 2:45,81    | +1,93  | Viktoria Rebensburg   |
| 3.      | 3 marca   | 2009 | Ga-Pa       | Supergigant | 1:19,80    | +1,11  | Viktoria Rebensburg   |

### Puchar Świata

#### Miejsca w klasyfikacji generalnej
- sezon 2006/2007: 108.
- sezon 2007/2008: 60.
- sezon 2008/2009: 20.
- sezon 2009/2010: 26.
- sezon 2010/2011: 12.
- sezon 2011/2012: 5.
- sezon 2012/2013: 3.
- sezon 2013/2014: 1.
- sezon 2014/2015: 1.
- sezon 2016/2017: 74.
- sezon 2017/2018: 15.
- sezon 2018/2019: 39.
- sezon 2019/2020: 61.

#### Miejsca na podium
| Sezon     | 1. miejsce | 2. miejsce | 3. miejsce | Razem |
| 2006/2007 | -          | -          | -          | -     |
| 2007/2008 | -          | -          | -          | -     |
| 2008/2009 | -          | 1          | -          | 1     |
| 2009/2010 | -          | -          | -          | -     |
| 2010/2011 | -          | -          | 2          | 2     |
| 2011/2012 | 1          | 3          | 2          | 6     |
| 2012/2013 | 3          | 2          | 3          | 8     |
| 2013/2014 | 4          | 4          | 3          | 11    |
| 2014/2015 | 6          | 8          | 1          | 15    |
| 2016/2017 | -          | -          | 1          | 1     |
| 2017/2018 | 1          | 1          | -          | 2     |
| Suma      | 15         | 19         | 12         | 45    |

#### Zwycięstwa w zawodach
1. Lienz – 28 grudnia 2011 (gigant)
2. Semmering – 28 grudnia 2012 (gigant)
3. Ga-Pa – 3 marca 2013 (supergigant)
4. Ofterschwang – 9 marca 2013 (gigant)
5. Lienz – 28 grudnia 2013 (gigant)
6. Are – 6 marca 2014 (gigant)
7. Are – 7 marca 2014 (gigant)
8. Lenzerheide – 16 marca 2014 (gigant)
9. Sölden – 25 października 2014 (gigant)[3]
10. Maribor – 21 lutego 2015 (gigant)
11. Bansko – 1 marca 2015 (superkombinacja)
12. Bansko – 2 marca 2015 (supergigant)
13. Are – 13 marca 2015 (gigant)
14. Méribel – 22 marca 2015 (gigant)
15. Val d’Isère – 17 grudnia 2017 (supergigant)

#### Pozostałe miejsca na podium w zawodach
1. Cortina d’Ampezzo – 26 stycznia 2009 (supergigant) – 2.miejsce
2. Zauchensee – 8 stycznia 2011 (zjazd) – 3.miejsce
3. Cortina d’Ampezzo – 21 stycznia 2011 (supergigant) – 3.miejsce
4. Lake Louise – 4 grudnia 2011 (supergigant) – 2.miejsce
5. Beaver Creek – 7 grudnia 2011 (supergigant) – 3. miejsce
6. Bad Kleinkirchheim – 8 stycznia 2012 (supergigant) – 3. miejsce
7. Ga-Pa – 5 lutego 2012 (supergigant) – 2. miejsce
8. Schladming – 18 marca 2012 (gigant) – 2. miejsce
9. Lake Louise – 2 grudnia 2012 (supergigant) – 3. miejsce
10. Åre – 19 grudnia 2012 (gigant) – 2. miejsce
11. St. Anton – 12 stycznia 2013 (zjazd) – 3. miejsce
12. St. Anton – 13 stycznia 2013 (supergigant) – 2. miejsce
13. Maribor – 26 stycznia 2013 (gigant) – 3. miejsce
14. Beaver Creek – 30 listopada 2013 (supergigant) – 2. miejsce
15. Lake Louise – 7 grudnia 2013 (zjazd) – 3. miejsce
16. Lake Louise – 8 grudnia 2013 (supergigant) – 3. miejsce
17. St. Moritz – 14 grudnia 2013 (supergigant) – 3. miejsce
18. Altenmarkt-Zauchensee – 11 stycznia 2014 (zjazd) – 2. miejsce
19. Crans-Montana – 2 marca 2014 (zjazd) – 2. miejsce
20. Lenzerheide – 13 marca 2014 (supergigant) – 2. miejsce
21. Lake Louise – 5 grudnia 2014 (zjazd) – 2. miejsce
22. Val d’Isère – 21 grudnia 2014 (supergigant) – 2. miejsce
23. Innsbruck – 28 grudnia 2014 (gigant) – 2. miejsce
24. Cortina d’Ampezzo – 19 stycznia 2011 (supergigant) – 2.miejsce
25. St. Moritz – 24 stycznia 2015 (zjazd) – 2. miejsce
26. St. Moritz – 25 stycznia 2015 (supergigant) – 2. miejsce
27. Ga-Pa – 7 marca 2015 (zjazd) – 2. miejsce
28. Ga-Pa – 8 marca 2015 (supergigant) – 3. miejsce
29. Méribel – 20 marca 2015 (supergigant) – 2. miejsce
30. Cortina d’Ampezzo – 29 stycznia 2017 (supergigant) – 3. miejsce
31. Crans-Montana − 3 marca 2018 (supergigant) – 2. miejsce

- W sumie (15 zwycięstw, 19 drugich i 12 trzecich miejsc).